# Banyum
Banyum (Banyun), Nyun, o Bainouk, és un continu dialectal de les llengües senegambianes parlat al Senegal i Guinea Bissau parlada pels bainuks.
Es pronuncia Bagnoun, Banhum, Banyung i Bainuk, Banyuk; té altres noms com Elomay ~ Elunay; per a la varietat Gunyaamolo Ñuñ o Nyamone, i pel Gunyuño Guñuun o Samik.

## Varietats
Hom hi pot distingir tres varietats: baïnouk-gunyaamolo, baïnouk-samik i baïnouk-gunyuño.
- El baïnouk-guñaamolo era parlat per 30.000 persones en 2013 al Nord del riu Casamance, a l'interior d'un triangle format per les localitats de Bignona, Tobor i Niamone, al Nord de Ziguinchor. També és parlat a Gàmbia.
- El baïnouk-samik era parlat per 1.850 persones en 2006 al marge esquerre del riu Casamance, al voltant de Samik i de les viles dels voltants, a uns 20 km a l'est de Ziguinchor.
- El baïnouk-gunyuño era parlat per 8.860 persones en 2006 a la regió de Cacheu i voltants de São Domingos, a Guinea Bissau.